# Blue Dolphin (Schiff, 2016)
Die Blue Dolphin (japanisch ブルードルフィン) ist ein 2016 in Dienst gestelltes Fährschiff der japanischen Reederei Tsugaru Kaikyo Ferry. Sie steht auf der Strecke von Hakodate nach Aomori im Einsatz.

## Geschichte
Die Blue Dolphin wurde am 1. Dezember 2015 in der Werft von Naikai Zosen Setoda Works in Onomichi auf Kiel gelegt und lief am 4. Juni 2016 vom Stapel. Nach ihrer Ablieferung an Tsugaru Kaikyo Ferry am 30. September 2016 nahm sie am 11. Oktober 2016 den Fährbetrieb von Hakodate nach Aomori auf. Sie ergänzte auf dieser Strecke ihr älteres Schwesterschiff Blue Mermaid. 2017 und 2020 folgten mit der Blue Happiness und der Blue Luminous zwei weitere Schwesterschiffe. Die Blue Dolphin ersetzte ein gleichnamiges Schiff von 1994.
Die Blue Dolphin unterscheidet sich von ihrem älteren Schwesterschiff durch diverse Verbesserungen, darunter eine Verringerung der Motorvibrationen. Wie schon bei der Blue Mermaid sind auch bei der Blue Dolphin sämtliche Passagierbereiche barrierefrei. Das Schiff kann bis zu 583 Passagiere befördern, es hat eine Fahrzeugkapazität von bis zu 71 LKW und 230 PKW. Eine Überfahrt dauert ungefähr drei Stunden und vierzig Minuten. Die Kabinen der Blue Dolphin sind in verschiedenen Stilen (westlich und traditionell japanisch) eingerichtet. Auch Hunde dürfen mitgenommen werden.